# Oecetis scirpicula
Oecetis scirpicula là một loài Trichoptera trong họ Leptoceridae. Chúng phân bố ở miền Australasia.